# Sepp Blatter
Joseph „Sepp” Blatter (n. 10 martie 1936, Viège, Cantonul Valais, Elveția) este un administrator sportiv elvețian, care a îndeplinit funcția de președinte al FIFA (Fédération Internationale de Football Association). A fost ales în funcție pe 8 iunie 1998, succedându-l pe João Havelange, care a condus federația din 1974. Blatter a fost reales în funcție în 2002, 2007, 2011 și 2015.
Pe 2 iunie 2015, la șase zile după ce FBI a acuzat de luare de mită și spălare de bani câțiva actuali și foști oficiali FIFA⁠(en)[traduceți], Blatter a anunțat că va demisiona din funcția de președinte FIFA, la câteva zile după ce la 29 mai a fost reales în cel de-al cincilea mandat, urmând ca un Congres extraordinar al FIFA să-l aleagă pe succesorul său.

## Legături externe
- Pagina președintelui FIFA pe site-ul oficial al FIFA Arhivat în 15 iunie 2018, la Wayback Machine.